# مطار أوكلاند الدولي

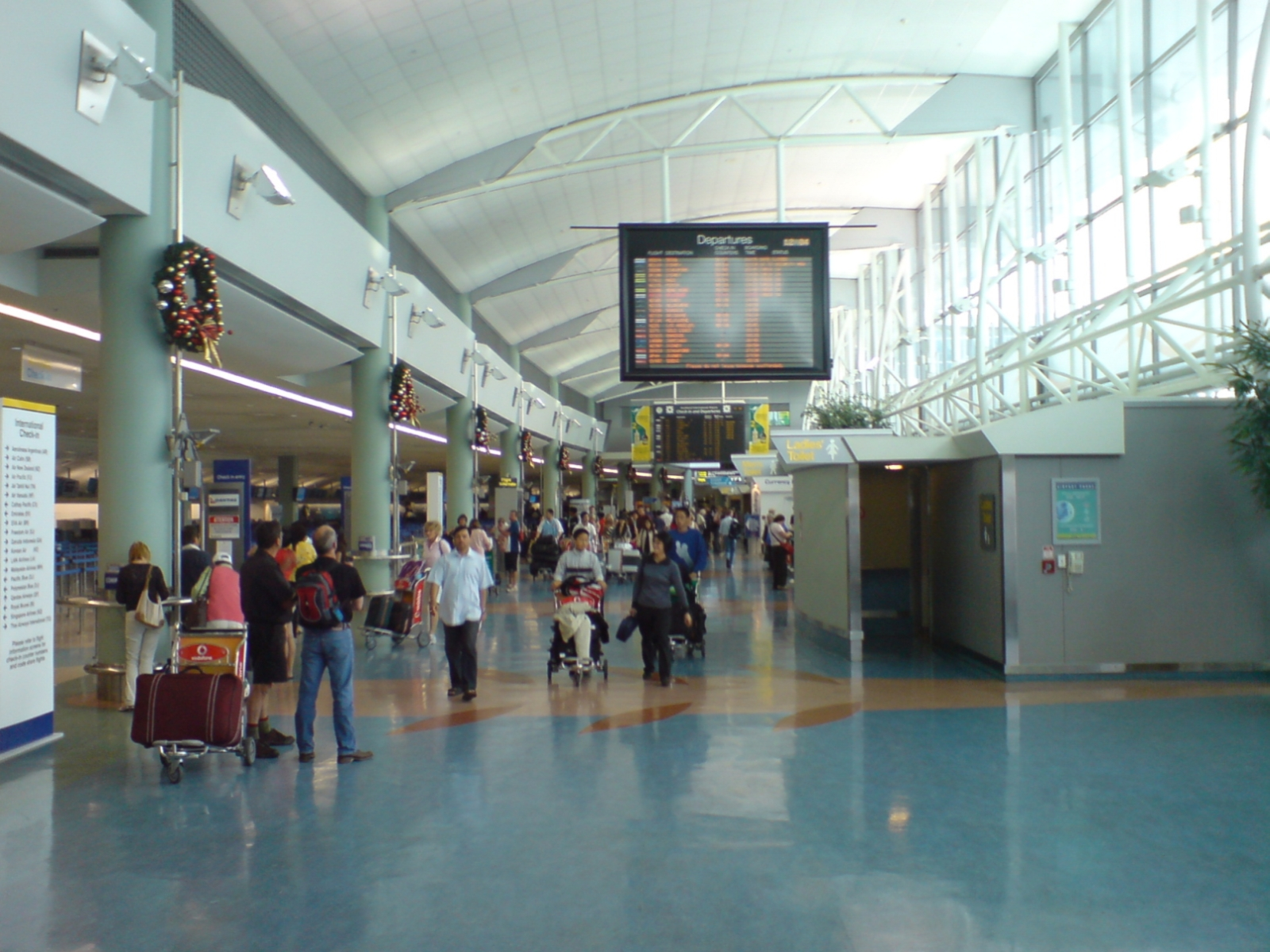
مطار أوكلاند الدولي

مطار أوكلاند الدولي (بالماورية: Taunga Rererangi o Tāmaki-Makaurau‏) (إياتا: AKL، إيكاو: NZAA) هو أكبر وأكثر مطار مزدحم في نيوزيلاندا ويستقبل سنوياً أكثر من 13 مليون مسافر ويتوقع أن يتضاعف العدد حتى سنة 2025. يقع المطار في مانجري إحدى ضواحي أوكلاند حوالي 21 كم جنوباً عن مركز المدينة.
يعتبر هذا المطار من أهم البنى التحتية لنيوزيلاندا حيث أنه يؤمن آلاف فرص العمل ويساهم بحوالي 14 مليار دولار سنويا ً في الاقتصاد.
وهو رابع أكبر مطار في أوقيانوسيا من بعد مطار سيدني ومطار ملبورن الدولي ومطار بريسبين.

## شركات الطيران والوجهات

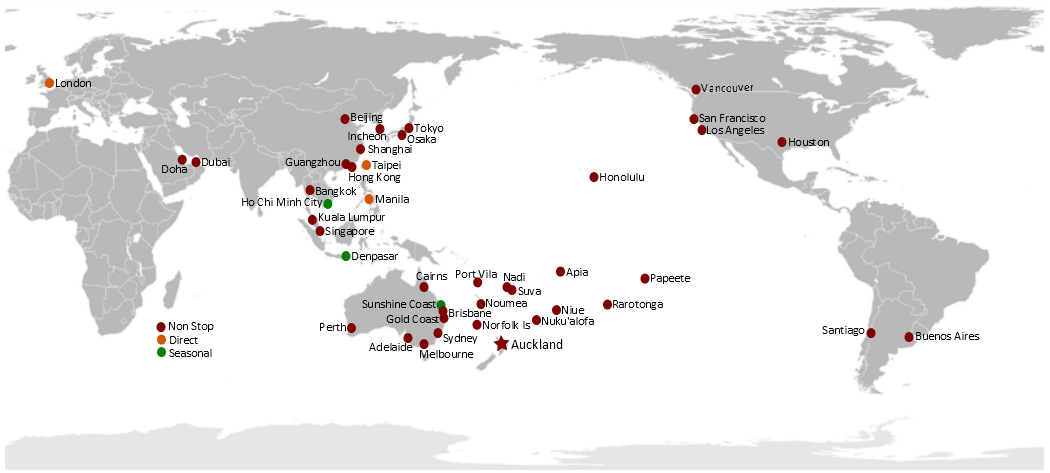
الوجهات التي يخدمها مطار أوكلاند - خريطة تركز على منطقة المحيط الهادئ

### الركاب
| شركـات طيـران             | الوجهات |
| ------------------------- | --- |
| طيران كندا                | موسمي: مطار فانكوفر الدولي |
| Air Chathams              | Chatham Islands ‏، Kapiti Coast ‏، مطار جزيرة نورفولك، Whakatane، Whanganui |
| طيران الصين               | مطار بكين العاصمة الدولي |
| طيران نيوزيلندا           | Adelaide، مطار فاليولو الدولي، Blenheim، مطار بريزبان، Cairns، مطار أوهير الدولي، مطار كرايستشيرش الدولي، مطار دونيدين الدولي، Gisborne، مطار جولد كوست، مطار هوبارت، مطار هونغ كونغ الدولي، مطار هونولولو الدولي، مطار جورج بوش الدولي، Invercargill، Kerikeri، مطار لوس أنجلوس الدولي، مطار ملبورن الدولي، مطار نادي الدولي، Napier، Nelson، New Plymouth ‏، مطار جون إف كينيدي الدولي، نييوي، مطار لا تونتوتا الدولي، Nuku'alofa، Palmerston North، مطار فا الدولي، مطار بيرث، مطار كوينزتاون، مطار راروتونجا الدولي، Rotorua، مطار سان فرانسيسكو الدولي، مطار إنتشون الدولي، مطار شانغهاي بودنغ الدولي، مطار شانغي سنغافورة، Sunshine Coast ‏، مطار سيدني، مطار تايوان تاويوان الدولي، Taupo، Tauranga، مطار ناريتا الدولي، مطار فانكوفر الدولي، مطار ويلينغتون الدولي، Whangarei موسمي: مطار نغوراه راي الدولي |
| Air Tahiti Nui            | مطار لوس أنجلوس الدولي، مطار فا الدولي |
| Air Vanuatu               | Port Vila ‏ |
| طيران آسيا (إكس)          | مطار كوالالمبور الدولي، مطار سيدني |
| إيركالين                  | مطار لا تونتوتا الدولي |
| الخطوط الجوية الأمريكية   | موسمي: مطار دالاس فورت ورث الدولي، مطار لوس أنجلوس الدولي (تستأنف في 23 ديسمبر 2023) |
| Barrier Air               | Claris، Kaitaia، Whitianga |
| باتيك إير ماليزيا         | مطار كوالالمبور الدولي، مطار بيرث (يبدأن في 25 أغسطس 2023) |
| كاثي باسيفيك              | مطار هونغ كونغ الدولي |
| الخطوط الجوية الصينية     | مطار بريزبان، مطار تايوان تاويوان الدولي |
| خطوط شرق الصين الجوية     | مطار شانغهاي بودنغ الدولي |
| خطوط جنوب الصين الجوية    | مطار قوانغتشو باييون الدولي |
| خطوط دلتا الجوية          | موسمي: مطار لوس أنجلوس الدولي (تبدأ في30 أكتوبر 2023) |
| طيران الإمارات            | مطار دبي الدولي |
| خطوط فيجي الجوية          | مطار نادي الدولي |
| خطوط هاينان الجوية        | مطار شينزين باوان الدولي (تستأنف في 17 يونيو 2023) |
| خطوط هاواي الجوية         | مطار هونولولو الدولي |
| خطوط جيت ستار الجوية      | مطار بريزبان، مطار كرايستشيرش الدولي، مطار دونيدين الدولي، مطار جولد كوست، مطار ملبورن الدولي، مطار كوينزتاون، مطار راروتونجا الدولي، مطار سيدني، مطار ويلينغتون الدولي |
| كوريا للطيران             | مطار إنتشون الدولي |
| خطوط لان الجوية           | مطار أرتورو ميرينو بينيتيز الدولي، مطار سيدني |
| الخطوط الجوية الماليزية   | مطار كوالالمبور الدولي |
| كانتاس                    | مطار بريزبان، مطار ملبورن الدولي، مطار جون إف كينيدي الدولي (تبدأ في14 يونيو 2023)، مطار سيدني |
| الخطوط الجوية القطرية     | Adelaide (تنتهي في31 أغسطس 2023)، مطار حمد الدولي |
| الخطوط الجوية السنغافورية | مطار شانغي سنغافورة |
| Solomon Airlines          | مطار هونيارا الدولي، Port Vila ‏ |
| الخطوط الجوية المتحدة     | مطار سان فرانسيسكو الدولي موسمي: مطار لوس أنجلوس الدولي (تستأنف في 30 أكتوبر 2023) |

### الشحن
| شركـات طيـران            | الوجهات |
| ------------------------ | --- |
| Airwork                  | مطار كرايستشيرش الدولي، مطار ملبورن الدولي، مطار سيدني                                                      |
| دي إتش إل للطيران        | مطار ملبورن الدولي، مطار سيدني                                                                              |
| الإمارات للشحن الجوي     | مطار آل مكتوم الدولي، مطار سوكارنو هاتا الدولي                                                              |
| فيديكس إكسبرس            | مطار قوانغتشو باييون الدولي، مطار هونولولو الدولي، مطار لوس أنجلوس الدولي، مطار سيدني                       |
| Parcelair                | مطار كرايستشيرش الدولي، Palmerston North                                                                    |
| Qantas Freight           | Cairns، مطار أوهير الدولي، مطار كرايستشيرش الدولي، مطار هونولولو الدولي، مطار لوس أنجلوس الدولي، مطار سيدني |
| Singapore Airlines Cargo | مطار ملبورن الدولي، مطار شانغي سنغافورة، مطار سيدني                                                         |
| Texel Air                | مطار كرايستشيرش الدولي، Palmerston North                                                                    |

## الإحصائيات

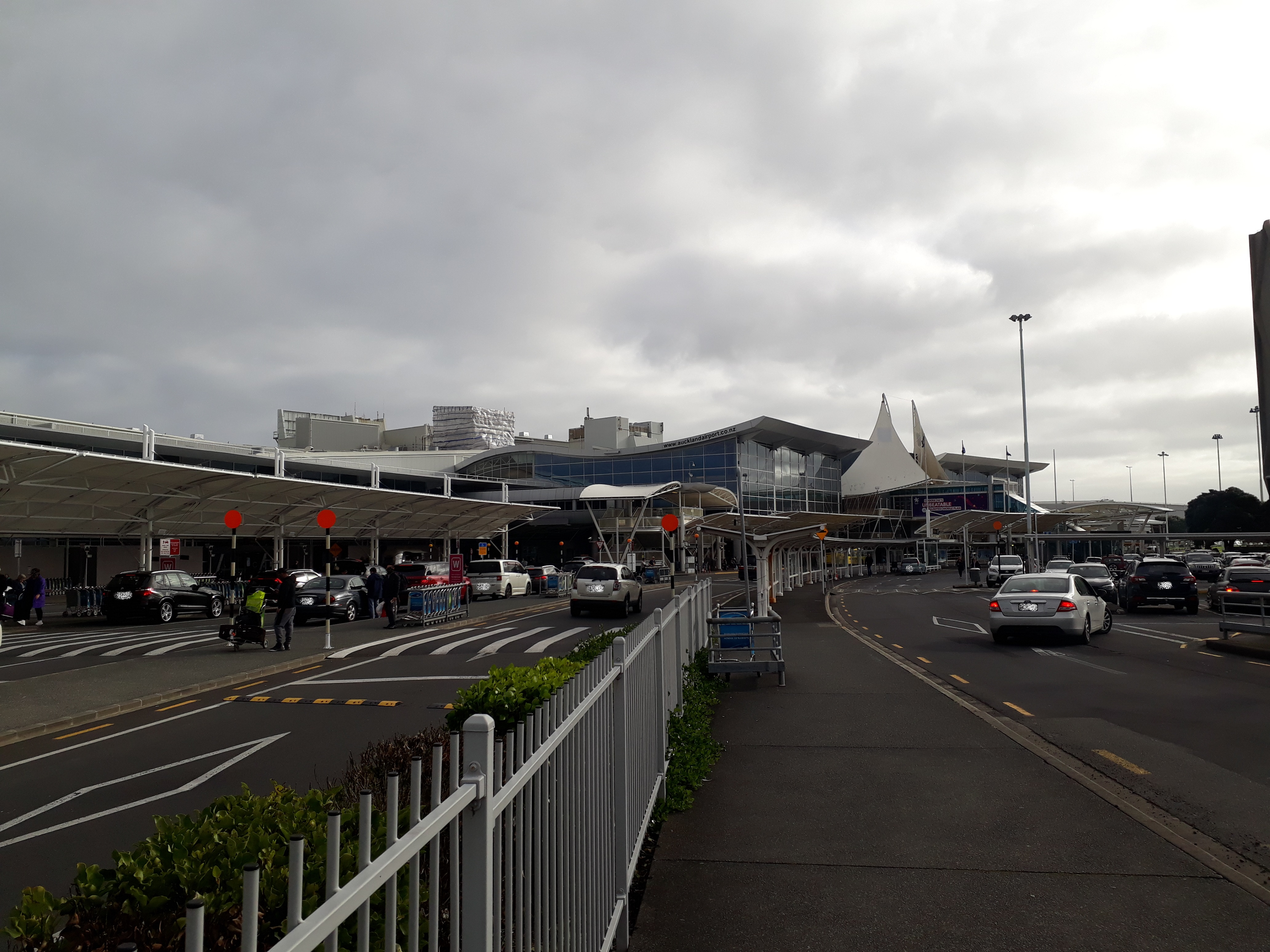
المحطة الدولية بالمطار

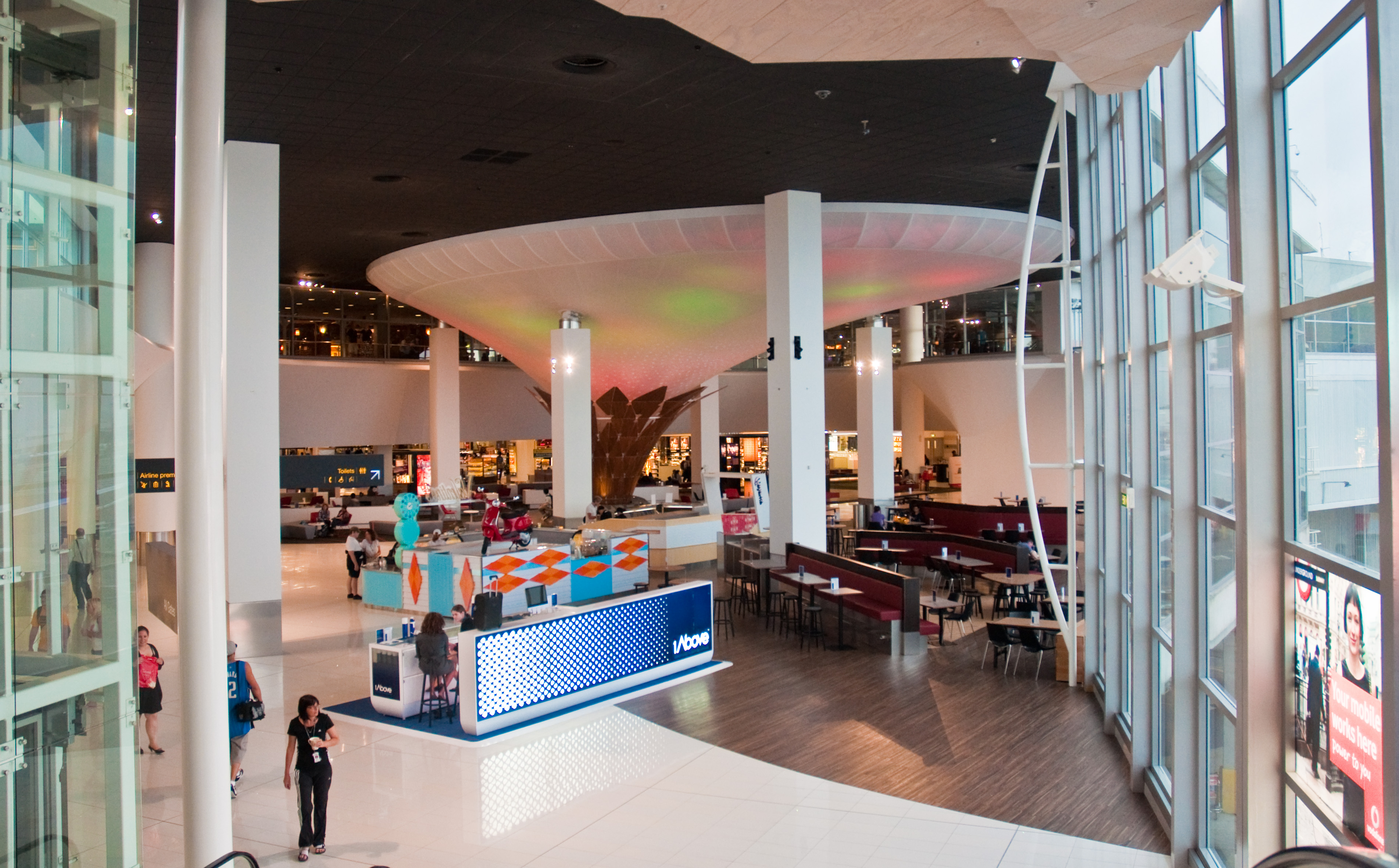
صالة المغادرة الدولية الجديدة في مطار أوكلاند في عام 2010

شاهد source Wikidata query and sources.
| الرتبة | المطار                    | الركاب  |
| ------ | ------------------------- | ------- |
| 1      | مطار سيدني                | 787,954 |
| 2      | مطار ملبورن الدولي        | 537,207 |
| 3      | مطار بريزبان              | 377,022 |
| 4      | مطار نادي الدولي          | 309,025 |
| 5      | مطار شانغي سنغافورة       | 296,559 |
| 6      | مطار كوالالمبور الدولي    | 234,519 |
| 7      | مطار راروتونجا الدولي     | 227,172 |
| 8      | مطار جولد كوست            | 186,118 |
| 9      | مطار لوس أنجلوس الدولي    | 168,145 |
| 10     | مطار بيرث                 | 116,091 |
| 11     | Adelaide                  | 89,660  |
| 12     | مطار سان فرانسيسكو الدولي | 87,863  |
| 13     | مطار هونولولو الدولي      | 67,161  |
| 14     | مطار إنتشون الدولي        | 63,953  |
| 15     | مطار فانكوفر الدولي       | 63,101  |